# Rafael Bert i Fàbregas
Rafael Bert i Fàbregas (Barcelona, 20 de maig de 1901 - el Masnou, Maresme, 14 d'agost de 1987) fou un músic català.
De molt petit es traslladà amb els seus pares a viure al Masnou, d'on era la seva mare. Va treballar d'electricista però la seva afició era la música. Es dedicà, especialment, al cant coral. Va dirigir diverses corals masnovins: la coral del Casinet del Masnou, el cor infantil de la parròquia i el cor de La Calàndria. Tocava l'orgue i acompanyava els oficis de la parròquia de Sant Pere i de la Casa Benèfica. Va cantar a l'Orfeó Masnoví i al grup Els Gafarrons, pel qual va compondre caramelles. També va participar, com a actor, a diverses obres de teatre locals, com El Ferrer de Tall o Els Pastorets, al grup de teatre del Casino.
Va compondre diverses cançons amb lletres de poetes catalans per a cant coral. Entre les seves composicions destaquen l'Himne del Club Esportiu Masnou, de l'any 1970.
L'any 1984 l'Ajuntament del Masnou li va concedir la medalla de plata de la vila. L'any 1997 també posà el seu nom a un carrer (carrer de Rafael Bert i Fàbregas), que antigament era una extensió del carrer de Sant Josep.